# Sejm zwyczajny 1609
Sejm 1609 – sejm zwyczajny I Rzeczypospolitej został zwołany przez króla Zygmunta III Wazę 27 września 1608 roku do Warszawy.
Sejmiki przedsejmowe w województwach odbyły się w grudniu 1608 roku. Sekretarz JKM kniaź Krzysztof Drucki Sokoliński i Jan Hrehorowicz Korsak Hołubicki, chorąży i horodnicy połocki, zostali wybrani posłami z województwa połockiego. Marszałkiem sejmu obrano Krzysztofa Wiesiołowskiego. Obrady sejmu trwały od 15 stycznia do 26 lutego 1609 roku.
Podczas obrad podejmowano sprawę pacyfikacji po rokoszu z lat 1606-1609 oraz sprawy wojny w Inflantach. Na sejmie przyjęto liczne konstytucje. Uchwalono amnestię dla rokoszan, reformę prawa o wypowiedzeniu posłuszeństwa (articulis de non praestanda oboedientia), przepisy dotyczące prawosławnych, dyscypliny żołnierskiej (Artykuły wojenne hetmańskie oraz ustawy Porządek około zachowania żołnierza zabraniająca konfederacji wojskowych i O ludziach swawolnych zabraniająca tworzenia luźnych oddziałów uprawiających rabunek lub zaciągających się na obcą służbę bez zezwolenia Rzeczypospolitej).
Sprawa zamierzonej wojny z Moskwą nie była omawiana na sejmie, a jedynie na tajnej naradzie senatu. Dwa lata później Sejm 1611 zalegalizował ex post trwającą już wojnę w uchwale Poparcie wojny moskiewskiej, ponawiając równocześnie zakaz rozpoczynania wojny sine consensu et scitu omnium ordinum (łac. bez zgody i uchwały wszech stanów).